# Slot Linnep
Het Slot Linnep, meestal Haus Linnep genoemd, is een waterburcht in Ratingen in Noordrijn-Westfalen, stadsdeel Breitscheid.
Huis Linnep (of Lennep) was tot 1802 het centrum van de heerlijkheid Linnep. De heren van Linnep woonden er tot 1461. Dan kwam het slot door erfopvolging aan de graven van Limburg (Lenne). Vanaf 1582 woonde er de familie van IJsselstein, bastaarden van Frederik van Egmont, en nadien volgden nog verschillende bezitswissels.
Het kasteel is niet te bezichtigen.